# Corypha lecomtei
Corypha lecomtei är en enhjärtbladig växtart som beskrevs av Odoardo Beccari och Paul Lecomte. Corypha lecomtei ingår i släktet Corypha och familjen Arecaceae. Inga underarter finns listade i Catalogue of Life.